# Irrisor à tête brune
Phoeniculus castaneiceps
Espèce
Synonymes
- Scoptelus castaneiceps Sharpe, 1871
(protonyme)

Statut de conservation UICN

 LC  : Préoccupation mineure
L'Irrisor à tête brune (Phoeniculus castaneiceps) est une espèce d'oiseaux de la famille des Phoeniculidae.

## Répartition
Son aire dissoute s'étend principalement à travers l'Afrique équatoriale.